# Billy Bingham
William Laurence „Billy“ Bingham, MBE (* 5. August 1931 in Belfast; † 9. Juni 2022 in Southport) war ein nordirischer Fußballspieler und Fußballtrainer.
Billy Bingham war als aktiver Fußballspieler ein dribbelstarker Rechtsaußen, der seine Karriere in seiner Heimatstadt bei Glentoran Belfast begann und 1950 nach England zum FC Sunderland wechselte. 1957 qualifizierte er sich mit der nordirischen Fußballnationalmannschaft für die Fußball-Weltmeisterschaft 1958 in Schweden, wo er in der Vorrundengruppe 1 auf Weltmeister Deutschland traf. Seine Mannschaft scheiterte im Viertelfinale mit 0:4 an Frankreich.
Nach dem WM-Turnier wechselte er zu Luton Town. Mit Luton Town erreichte er 1959 das FA-Cup-Final. Seinen größten Erfolg als Vereinsspieler erreichte er 1963 mit dem FC Everton, als er Englischer Meister wurde. Nach der Meistersaison wechselte er zu Port Vale, wo er nach einem Beinbruch 1964 seine Karriere beendete.
Nach seiner aktiven Laufbahn begann Bingham, als Trainer zu arbeiten. 1967 übernahm er als Nationaltrainer erstmals die nordirische Nationalmannschaft und trainierte zeitgleich den englischen Club Plymouth Argyle. 1971 übernahm er für zwei Jahre als Nationaltrainer die griechische Fußballnationalmannschaft. 1973 kam er als Trainer zu seinem ehemaligen Meisterclub FC Everton, wo er jedoch nur durchschnittliche Erfolge vorweisen konnte. Im Januar 1977 wurde er entlassen und blieb bis 1980 ohne Trainerstelle. Dann übernahm er erneut die nordirische Nationalmannschaft und erreichte gleich die zweite Qualifikation der Nordiren für ein WM-Turnier nach 1958 und qualifizierte sich für die Fußball-Weltmeisterschaft 1982 in Spanien. Er führte die kampfstarke Mannschaft in die zweite Finalrunde, wo erneut Frankreich zu stark für ein nordirisches Team war. Bingham wurde der erfolgreichste Nationaltrainer Nordirlands überhaupt, als er die Mannschaft auch zur Fußball-Weltmeisterschaft 1986 nach Mexiko führte. Hier scheiterte die Mannschaft jedoch bereits in der Vorrunde. Billy Bingham blieb bis 1994 Nationaltrainer Nordirlands und zog sich dann aus dem Trainergeschäft zurück.